# Bremer Geschichtenhaus
Koordinaten: 53° 4′ 21″ N, 8° 48′ 34″ O
Das Bremer Geschichtenhaus im Schnoor ist ein „lebendiges“ Museum. Im Rahmen von Qualifizierungs- und Beschäftigungsmaßnahmen stellen arbeitslose Menschen geschichtliche Begebenheiten und Persönlichkeiten des bremischen Lebens in historischen Kulissen von der Mitte des 17. bis ins 20. Jahrhunderts dar. In selbst gefertigten originalgetreuen Kostümen begleiten und führen sie die Besucher durch die Ausstellung und erzählen dabei Bremer Geschichte und Geschichten.
Als Projekt des Beschäftigungsträgers bras e.V. – arbeiten für bremen ist das Museum seit Mai 2006 für Besucher geöffnet.

## Hintergrund
Neben dem Aspekt des lebendigen Vermittelns historischer Bremer Ereignisse liegt das Hauptaugenmerk dieses Museumsprojektes darauf, den Darstellern Kenntnisse und Kompetenzen in unterschiedlichen Bereichen zu vermitteln. Die meisten Darsteller sind langzeitarbeitslos, also länger als ein Jahr ohne Beschäftigung. Auch Flüchtlinge sind dort beschäftigt. Das Projekt Bremer Geschichtenhaus versucht, die Arbeitslosen bei der Arbeitssuche zu unterstützen, indem es den Darstellern neues Selbstbewusstsein gibt. Dies geschieht durch das Spiel in der Ausstellung, den Kontakt im Empfangs- und Kassenbereich, in der Verwaltung oder in der Öffentlichkeitsarbeit. Den Langzeitarbeitslosen werden dabei in Einzel- und Gruppenschulungen die Kenntnisse über die Ausstellungsinhalte und den dazugehörigen geschichtlichen Kontext vermittelt. Ergänzend werden ihre darstellerischen Fähigkeiten entwickelt und geschult. Angeleitet wird dieser Unterricht von geschulten Kräften aus dem Touristik- und Schauspielerbereich.
Finanziert wird das Beschäftigungsprojekt überwiegend aus öffentlichen Mitteln der Freien Hansestadt Bremen, des Bundes und des Europäischen Sozialfonds (ESF).

## Lage und Architektur
Das Museum befindet sich im St.-Jakobus-Packhaus, dem ältesten noch erhaltenen Speicher Bremens. Das Bauwerk wurde im Jahre 1660 erstmals urkundlich erwähnt. Um- und Anbauten sowie Sanierungen erfolgten um 1804, um 1819, 1862, 1945/46 sowie um 1999. Es steht seit 1973 unter Denkmalschutz. Der heutige Eingang befindet sich auf der Seite Wüstestätte, daneben ist auch eine Zufahrt vom Stavendamm möglich.

## Ausstellung
Bereits vor dem Bremer Geschichtenhaus trifft der Besucher auf historisch kostümierte Schauspieler, die ihn als Stadtwache, Jakobus-Major oder Bremer Roland empfangen. Im Erdgeschoss des Museums berichtet ein Böttchermeister bzw. dessen Witwe über den Erwerb der Reichsunmittelbarkeit der Stadt Bremen, die 1646 durch das Linzer Diplom beurkundet wurde. Der Brand des Bremer Doms im Jahre 1656 und die Zeit der Pest 1655/56 in der Hansestadt wird ebenfalls nachgestellt, bevor der Besucher an Bord einer Fleute geht.
Im Obergeschoss durchläuft der Besucher Stationen des 20. Jahrhunderts. Im Kolonialwarenladen wird über die Geschichte des Kaffees berichtet und frisch gebrühter Prüttkaffee zur Verkostung angeboten. Über den Weg der Kakaobohne bis zur fertigen Schokolade erfährt der Besucher ebenso, wie über die Arbeit in einem Kaufmannskontor um 1910. Der Museumsrundgang führt schließlich zum Marktplatz, wo Bremer Berühmtheiten, wie die Giftmörderin Gesche Gottfried, Schnoor-Original Heini Holtenbeen oder Johanna Lucie Henriette Flechtmann alias Fisch-Luzie von sich erzählen, und endet mit der großen Hafenrundfahrt durch die Geschichte der Bremer Überseehäfen.
Im historischen Museumskeller des Bremer Geschichtenhauses finden Sonderveranstaltungen, wie Musikabende, Lesungen, Betriebs- und Familienfeiern statt.
Seit 2007 beherbergt und betreut das Bremer Geschichtenhaus das Schnoor-Archiv.

## Wechselausstellungen
Im Entree des Bremer Geschichtenhauses finden unregelmäßig Wechselausstellungen statt. Der Besuch der Wechselausstellung ist im Eintrittspreis enthalten.
Liste der bisherigen Ausstellungen (Auszug):
- 2007: Karl Dillschneider Architekturzeichnungen
- 2007: Sankt Jacobi-Maioris-Bruderschaft in Bremen

## Auszeichnungen
Seit seiner Eröffnung wurde das Bremer Geschichtenhaus mehrfach für seine Arbeit ausgezeichnet. Als bisher einmalig und zugleich richtungweisend wurde das bras-Beschäftigungsprojekt beispielsweise von der bundesweiten Initiative Deutschland – Land der Ideen von Bundesregierung und deutscher Wirtschaft (BDI) unter der Schirmherrschaft des Bundespräsidenten zum Ausgewählten Ort im Land der Ideen 2008 gekürt. Für sein Engagement und die Bereitschaft kontinuierlich die Qualität seiner Dienstleistungen zu verbessern, wurde das Bremer Geschichtenhaus 2008 mit dem Qualitätssiegel ServiceQualität BremenBremerhaven (kurz „Q“) ausgezeichnet.

## Galerie

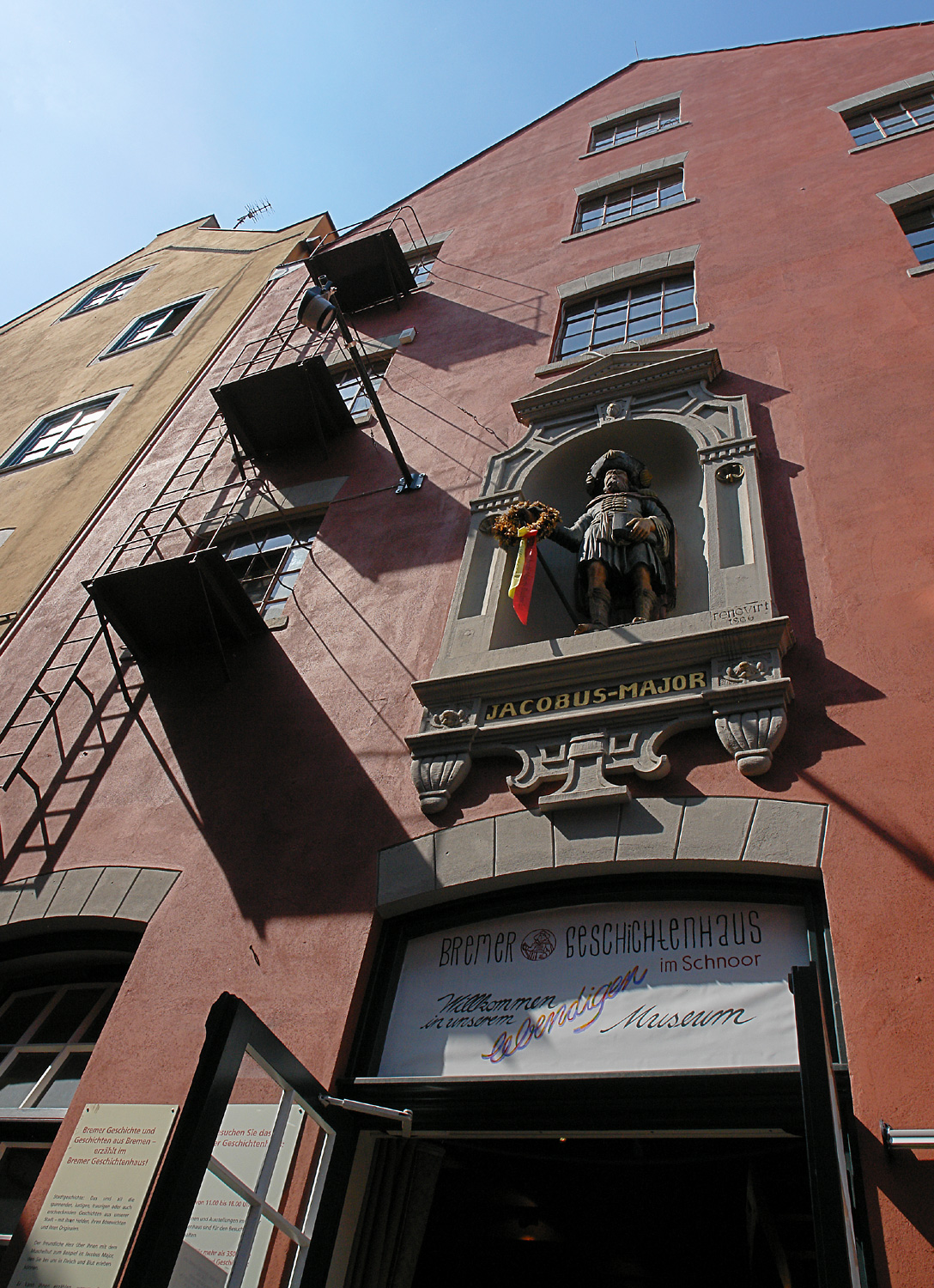
Gebäudeseite mit dem Eingang Wüstestätte 10
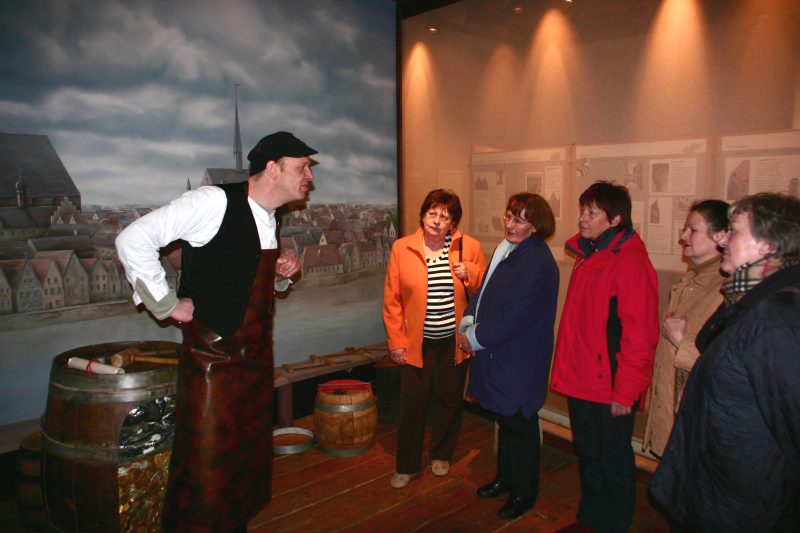
Der Böttchermeister erzählt, 1646
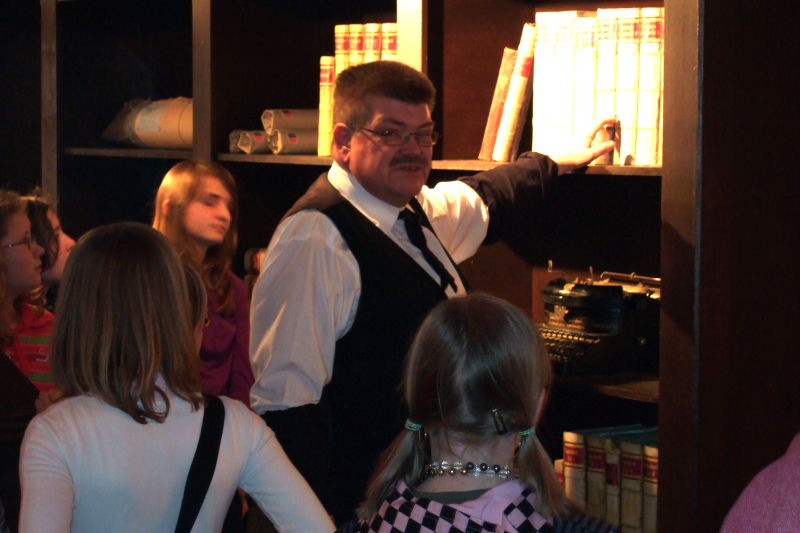
Bremer Kaufmannskontor, um 1910
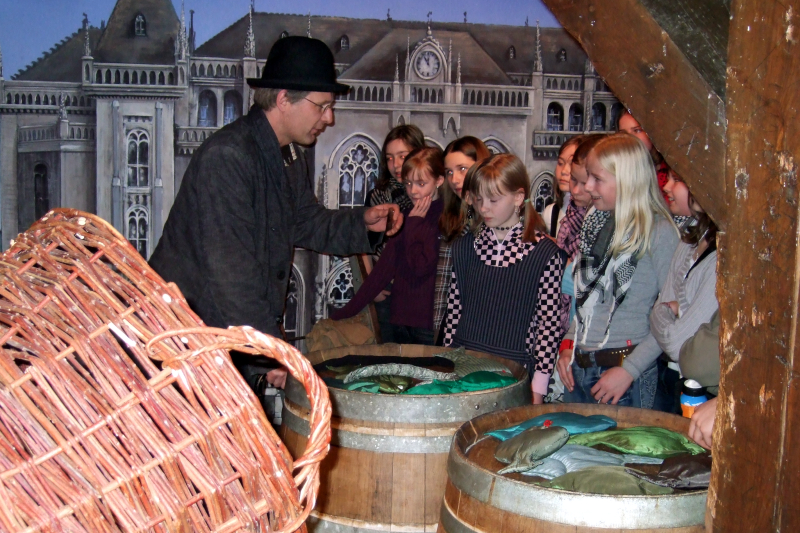
Heini Holtenbeen erzählt seine Döntjes